# Al-Dżabalijja
Al-Dżabalijja (arab. الجبلية) – wieś w Syrii, w muhafazie Aleppo, w dystrykcie Afrin. W 2004 roku liczyła 133 mieszkańców.